# Eric Pérez
Eric Alexander-Pérez (18 de diciembre de 1979) es un luchador profesional puertorriqueño que trabajó en la World Wrestling Entertainment (WWE) bajo el nombre de Eric Escobar, luchando en su marca SmackDown.
Dentro de sus logros como luchador, destacan sus tres reinados como Campeón en Parejas de Florida de la FCW.

## Carrera

### Inicios
Pérez comenzó su carrera profesional en la International Wrestling Association en Puerto Rico, después de recibir entrenamiento desde el personal de la empresa. Antes de debutar, Pérez tuvo un gran interés por este deporte gracias a empresas como la World Wrestling Entertainment y Gorgeous Ladies of Wrestling. Pérez también declaró haber sido inspirado por las habilidades con el micrófono de Chicky Starr y The Rock y por la habilidad luchística de Kurt Angle.
Mientras asistía a un evento de la IWA en Carolina, Puerto Rico, Pérez recibió una oferta de Victor Quiñones, presidente de la empresa, para ser entrenado como luchador profesional. Al debutar en la empresa fue presentado como el líder de un grupo de luchadores jóvenes llamado Lucha Libre 101, formado por Bryan Madness, Chicano y Abbad. Varios miembros de Lucha Libre 101 fueron despedidos o sufrieron lesiones, por lo que el equipo fue abandonado. 
Mientras trabajaba en la IWA, Pérez adquirió un trabajo con el Gobierno Federal de los Estados Unidos, lo que limitó el número de días que Pérez podía trabajar en la compañía. Como no pudo solucionar este problema, dejó la IWA. Varios meses después, un exluchador lo contactó para ofrecerle un contrato con la World Wrestling Council, por lo que se reunió con Carlos Colón.
Durante su paso por la IWA obtuvo 3 veces el Campeonato Hardcore, 1 vez el Campeonato Intercontinental Peso Pesado y 3 veces el Campeonato Mundial en Parejas de la empresa. Durante su paso por la World Wrestling Council, ganó el Campeonato Peso Pesado de Puerto Rico y el Campeonato en Parejas de la empresa.

### World Wrestling Entertainment (2005-2010)

#### Territorio de desarrollo (2005-2009)
En septiembre de 2005, Pérez firmó un contrato con la World Wrestling Entertainment, siendo enviado al territrorio en desarrollo en la empresa, la Deep South Wrestling, donde peleó individualmente y en equipo junto a Montel Vontavious Porter y poco después formó el equipo llamado Urban Assault junto a Sonny Siaki, ganando el Campeonato por Parejas de la DSW antes de que la WWE terminara su relación con la DSW. El 1 de mayo de 2006, Pérez compitió en un house show de la WWE, tomando parte en los house shows de la ECW en julio y el 30 de septiembre. Junto a Sonny Siaki empezaron a pelear en los house shows de RAW en febrero de 2007.

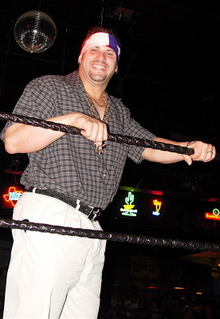
Pérez en un espectáculo de la FCW.

Después de que la Deep South Wrestling terminara su relación con la WWE, fue transferido a la Florida Championship Wrestling, donde continuó luchando para mejorar sus habilidades. Pérez tuvo que ser operado de la espalda en octubre de 2007, estando inactivo durante meses mientras se recuperaba. Pérez regresó en enero de 2008, participando el 26 de enero en una battle royal para decidir el contendiente para el Campeonato Sureño Peso Pesado de la FCW, ganándolo tras eliminar al último participante con la ayuda de Eddie Colón.
El 23 de febrero de 2008, Pérez y Colón formaro el equipo  Puerto Rican Nightmares, derrotando a Steve Lewington y Heath Miller en un torneo para ser los primeros Campeones de Florida por Parejas de la FCW. Perdieron los títulos ante Brad Allen y Nic Nemeth el 22 de marzo, ganándolos de nuevo el 15 de abril, para perderlos frente a Drew McIntyre y Stu Sanders el 7 de mayo de 2008. Sin embargo, volvieron a conseguir los títulos por tercera y última vez el 17 de julio, perdiéndolos ante Nic Nemeth y Gavin Spears el 17 de agosto de 2008. El equipo se disolvió al irse Eddie a RAW.
El 22 de septiembre, Pérez apareció en un dark match antes de Smackdown, peleando contra Tommy Dreamer. 
El 11 de diciembre peleó contra Joe Hennig, Sheamus O'Shaunessy y Drew McIntyre por el Campeonato Peso Pesado de Florida de la FCW, pelea que ganó Escobar. Retuvo el campeonato por 77 días, hasta que el 26 de febrero de 2009 fue derrotado por Joe Hennig, perdiendo el campeonato.

#### 2009-2010

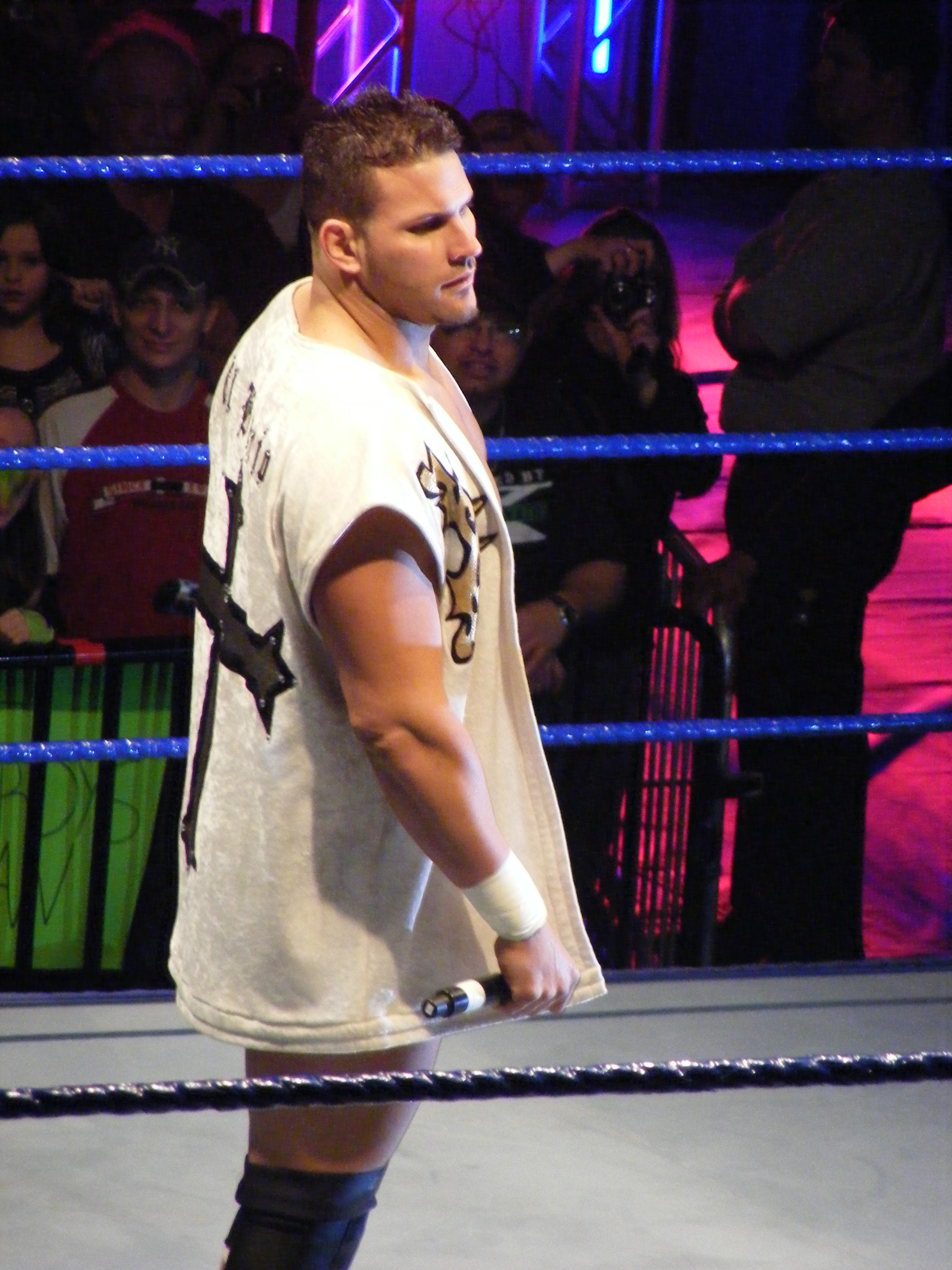
Escobar en febrero de 2009

Escobar fue enviado a la marca SmackDown!, luchando en un dark match contra Jimmy Wang Yang. Participó en la gira sudamericana de la marca, perdiendo frente a The Great Khali en shows en Chile, Guatemala, El Salvador y Perú. Durante todas esas luchas, Escobar hizo promos donde anunciaba su traspaso a la marca azul. Hizo su debut en SmackDown! como heel, el 2 de octubre siendo presentado por su mánager y novia Vickie Guerrero como Eric Escobar, debutó en el ring del SmackDown! del 16 de octubre, derrotando a Matt Hardy para clasificar al Team SmackDown! en Bragging Rights, sin embargo la siguiente semana en SmackDown! junto a Drew McIntyre, Dolph Ziggler & J.T.G fueron derrotados por Matt Hardy, Finlay, R-Truth & The Hart Dynasty(David Hart Smith & Tyson Kidd), perdiendo así su oportunidad de participar en el Team SmackDown! en Bragging Rights, y en el SmackDown! siguiente fue derrotado por Matt Hardy Pero semanas más tarde tuvo un combate por el Campeonato Intercontinental contra John Morrison. La lucha la perdió Escobar y, momentos después, Vickie Guerrero y Escobar dejaron su relación, pasando Escobar a ser face. A causa de esto, Guerrero le empezó a programar luchas contra luchadores de gran nivel como Chris Jericho, The Hart Dynasty o Kane para vengarse. El 17 de enero de 2010 fue despedido de la WWE.

### Circuitos independientes (2010-2013)
Luego de su partida de WWE, Pérez regresó a Puerto Rico a trabajar para la World Wrestling Council como Mr. Escobar. Traído por Orlando Colón para reforzar su equipo, enfrentándose a luchadores como Ray González, BJ o Black Pain. Luego de WWC Escobar hizo varias presentaciones en independientes en Estados Unidos. Hizo su regreso en diciembre de 2010 a Puerto Rico esta vez con la International Wrestling Association donde al poco tiempo conquistó al campeonato máximo de la empresa. Desde 2013 ha sido parte de la empresa World Wrestling League con la que ha participado en varios espectáculos en Puerto Rico y México. Actualmente es campeón mundial en parejas de esta empresa junto a La Ameneza Bryan.

## En lucha
- Movimientos finales
  - Pure Escobar (Running single leg dropkick)[8] - 2009-presente
  - Latino Temper (Full Nelson slam) - FCW / Circuito independiente
  - Annexation of Puerto Rico (Lifting DDT) - FCW / Circuito independiente
  - You're Done, Son! (Spinning side slam) - DSW

- Movimientos de firma
  - Twisting belly to back suplex
  - Lifting reverse STO
  - Leg lariat

- Managers
  - Miss Angela
  - Vickie Guerrero

## Campeonatos y logros
- Deep South Wrestling

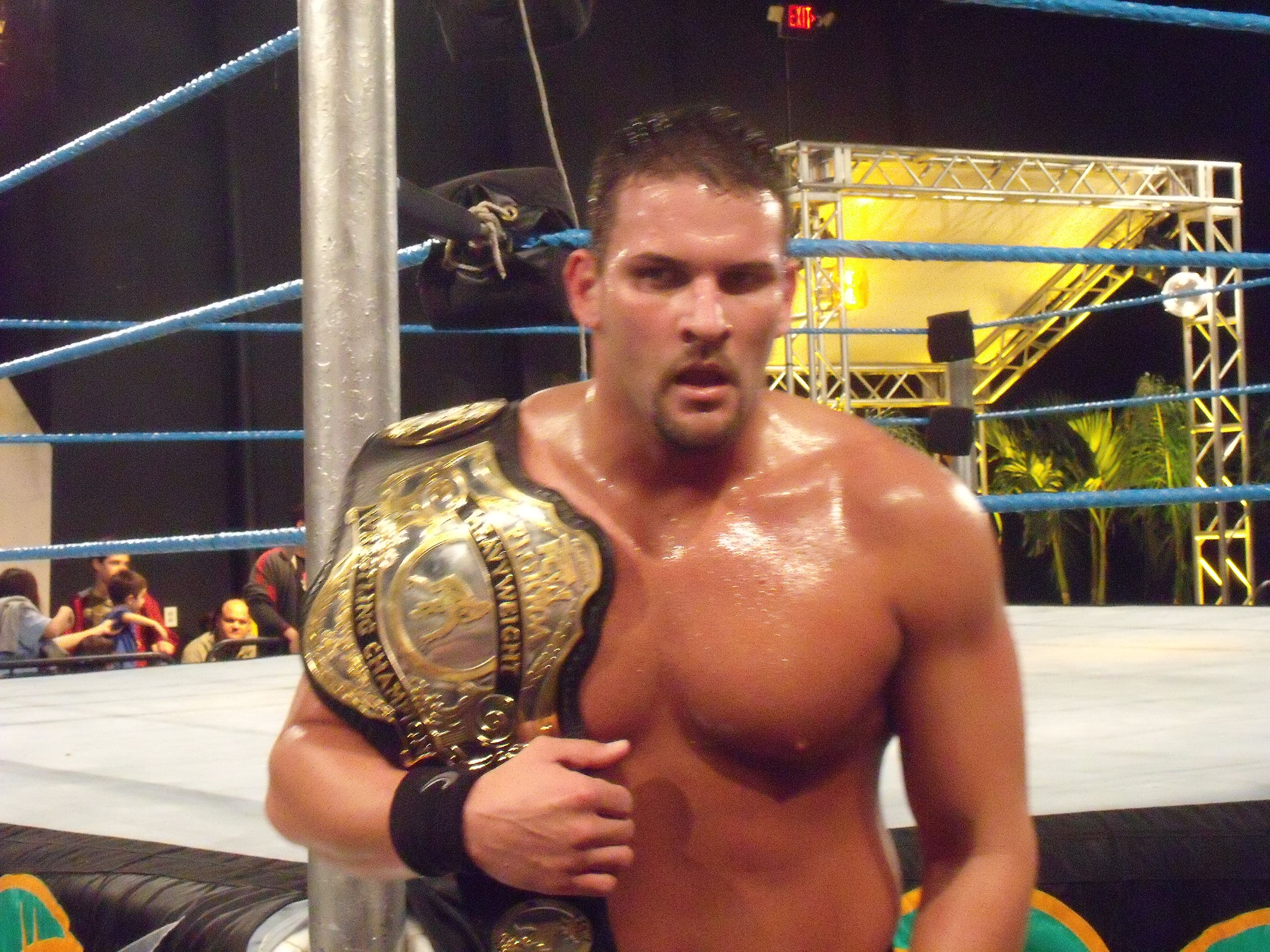
Pérez como Campeón Peso Pesado de la FCW

  - DSW Tag Team Championship (1 vez) - con Sonny Siaki

- Florida Championship Wrestling
  - FCW Florida Tag Team Championship (3 veces) - con Eddie Colón
  - FCW Florida Heavyweight Championship (1 vez)

- International Wrestling Association
  - IWA Hardcore Championship (3 veces)
  - IWA Intercontinental Heavyweight Championship (1 vez)
  - IWA World Tag Team Championship (3 veces) - con Andy Anderson (1) y Craven (2)
  - IWA Undisputed World Unified Heavyweight Championship (1 vez)

- World Wrestling Council
  - WWC Puerto Rico Heavyweight Championship (1 vez)
  - WWC World Tag Team Championship (1 vez)- con Rico Suave

- World Wrestling League
  - WWL World Tag Team Championship (1 vez, actual) - con Sexy B

- Pro Wrestling Illustrated
  - Situado en el N°78 en los PWI 500 del 2009
  - Situado en el Nº216 en los PWI 500 de 2011[9]